# Robert de Castella
Robert François de Castella MBE (Melbourne, 27 de fevereiro de 1957) é um ex-recordista e campeão mundial da maratona. Conhecido pelo apelido de "Deek" pelo público e de "Tree" (Árvore) pelos adversários, por causa das pernas grossas para um maratonista e calma interior, participou de quatro Jogos Olímpicos pela Austrália.

## Carreira
Descendente de suiços e italianos, ele participou pela primeira vez dos Jogos Olímpicos com uma 10ª colocação na maratona de Moscou 1980, Jogos boicotados por quase todos os países alinhados com os Estados Unidos. Em 1981, despertou a atenção mundial ao quebrar o recorde mundial da prova na Maratona de Fukuoka, no Japão, com 2:08:18. Este recorde levou algum tempo a ser oficializado porque um mês antes o norte-americano Alberto Salazar havia registrado 2:08:13 na Maratona de Nova York, marca depois rejeitada ao se descobrir que aquele percurso tinha 150 metros a menos que a distância oficial. Quando conseguiu a nova marca em Fukuoka, de Castella quebrou um recorde existente há doze anos e que também pertencia a outro australiano, Derek Clayton.
Depois de ganhar a medalha de ouro nos Jogos da Comunidade Britânica de 1982, em Brisbane, de Castella tornou-se o primeiro campeão mundial da maratona, ao vencer a prova no inaugural Campeonato Mundial de Atletismo realizado em Helsinque, em 1983. Neste mesmo ano recebeu a Ordem do Império Britânico e foi eleito 'Australiano do Ano' em seu país.
Favorito à medalha de ouro em Los Angeles 1984, ficou apenas no quinto lugar, depois de, nos estágios finais da prova que liderava ao lado de outros corredores, perder o contato com os líderes ao quase parar para beber água num posto de hidratação. No ano seguinte, defendeu com sucesso seu título nos Jogos da Comunidade Britânica de Edimburgo, Escócia, mesmo ano em que venceu a Maratona de Boston, sendo o primeiro corredor a marcar um tempo inferior a 2h08m naquela prova tradicional e fazendo o melhor tempo do mundo naquele ano.
Participou ainda de mais dois Jogos Olímpicos, Seul 1988 e Barcelona 1992, mas sem estar na melhor forma não conseguiu sucesso em nenhum dos dois. Sua última vitória numa grande maratona internacional foi em 1991, na Maratona de Rotterdam.

## Vida posterior
Após encerrar a carreira, de Castella tornou-se diretor do Australian Institute of Sport e diretor-executivo da Focus on You, uma empresa dedicada a saúde e fitness corporativo e entre comunidades. Em 2003, junto com mais de 500 famílias vizinhas,  "Deek" perdeu a casa e tudo que tinha, incluindo medalhas e troféus, durante os incêndios de Camberra e resolveu não reconstruir a casa destruída pelo fogo, mudando-se para um subúrbio da cidade. Faixa preta de karatê, assim como sua esposa Thereza, vive em Camberra com a mulher e quatro filhos.